# Кото (музичний інструмент)

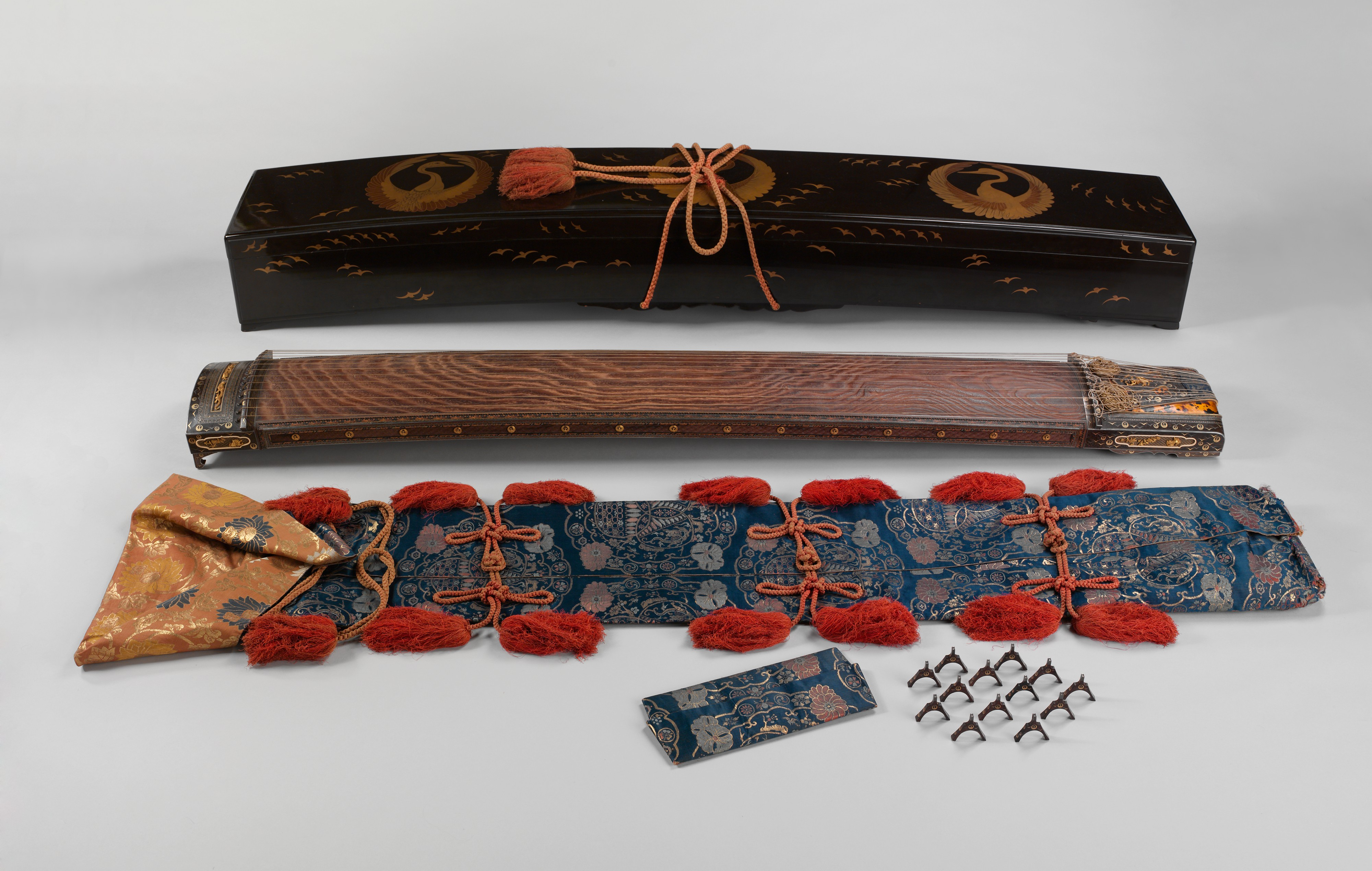
Кото, початок 17 століття, в Музеї мистецтва «Метрополітен»

Кото (яп. 筝) або японська цитра[джерело?] — японський щипковий музичний інструмент. Кото поряд з флейтами Хаясі та сякухаті, барабаном цудзумі та струнним сямісеном належить до традиційних музичних японських інструментів.
Подібні інструменти характерні для культури Кореї (каягим) та Китаю (цисяньцинь).

## Історія кото
Історія кото як японського музичного інструменту налічує понад тисячу років. Він був завезений до Японії з Китаю в період Нара (710–793 рр. н. е.) як інструмент для палацового оркестру та використовувався в музиці ґаґаку (雅 楽). Свого розквіту кото досяг в епоху Хейан, як незмінний атрибут аристократичної освіти та проведення часу. Однією з найвідоміших п'єс написаних спеціально для кото є створена в XVII столітті сліпим майстром Яцухасі Кенг композиція «Рокудан-но сірабе» (яп. 六 段 の 調べ, «Музика шести ступенів»).

## Гра на кото

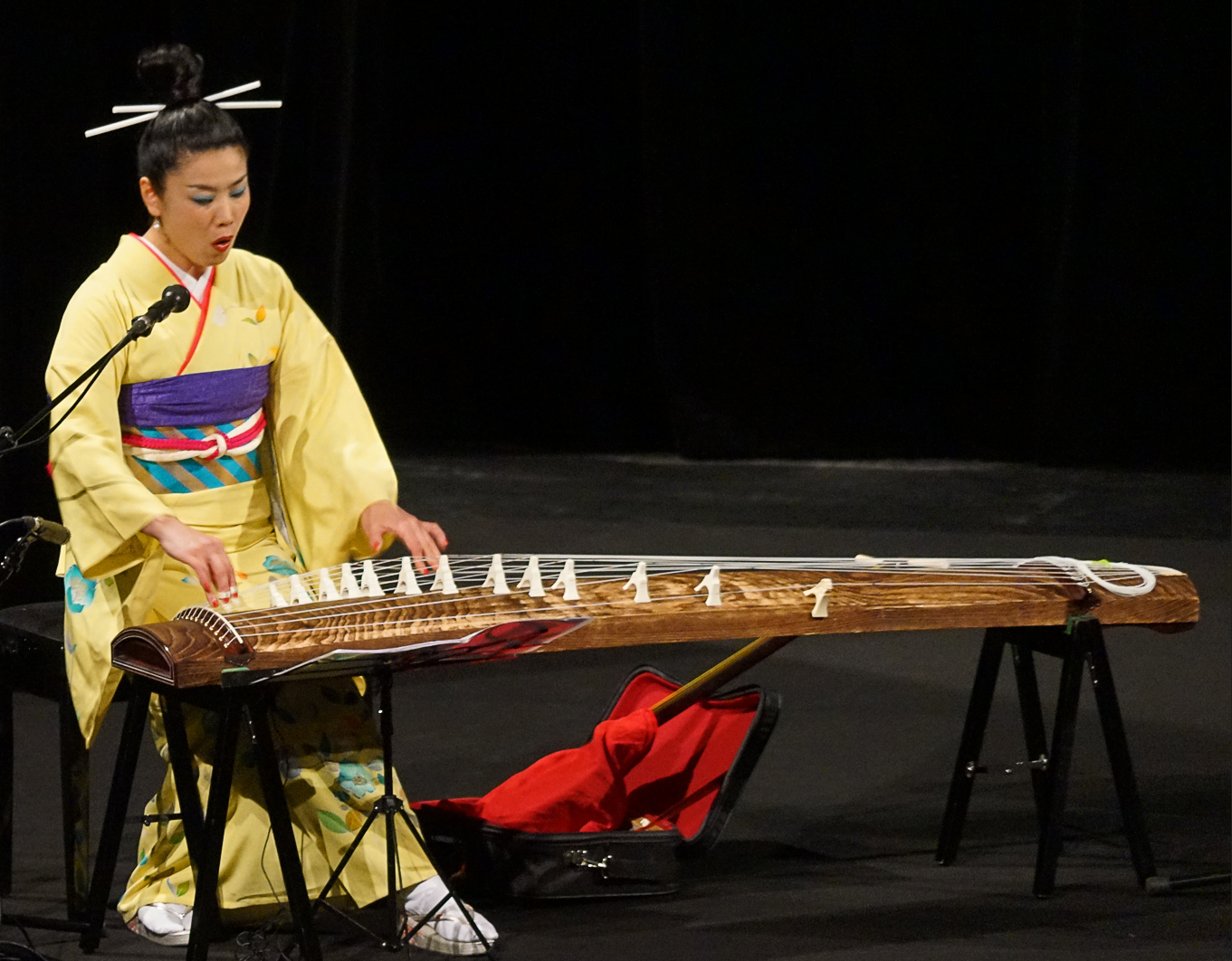
Масає Ісігуре грає на кото

На кото грають за допомогою накладних нігтів-медіаторів (котодзуме, яп. 琴 爪), що надягаються на великий, вказівний та середній пальці правої руки. Лади і тональності настроюються за допомогою струнних підставок (мостів) безпосередньо перед початком гри.
Гра на кото є одним з традиційних японських національних видів мистецтва, що одержали поширення насамперед при імператорському дворі. Однак і сьогодні цей інструмент дуже популярний. Завдяки своїй пластичності кото знаходить застосування в сучасній японській музиці та сприяє її розвитку.
Останнім часом існує два основних типи інструменту:
- Семиструнна «кін» завдовжки 1 м — використовується як соло-інструмент;
- і «зі» — завдовжки від 1,80 до 2 м, з числом струн від 13 і вище — використовується як оркестровий інструмент.